# Tatiana Tjernova
Tatiana Sergejevna Tjernova (ryska: Татьяна Сергеевна Чернова), född den 29 januari 1988, Krasnodar, Ryska SSR, Sovjetunionen är en rysk friidrottare som tävlar i mångkamp.
Tjernova slog igenom vid VM för ungdomar 2005 där hon vann guld. Året efter deltog hon vid VM för juniorer där hon också blev guldmedaljör. Vid VM 2007 i Osaka avbröt hon tävlingen och fick inget resultat. 
Under 2008 deltog hon vid inomhus-VM i Valencia där hon blev sjua i femkamp. Hon deltog även vid Olympiska sommarspelen 2008 i Peking, där hon först slutade på fjärde plats men då tvåan ukrainskan Ludmila Blonska diskvalificerades för dopning blev hon bronsmedaljör.
Vid VM 2011 i Daegu, Sydkorea vann Tatjana Tjernova guld i sjukamp efter att ha noterat personligt rekord på 6 880 poäng.